# Das Hexenpferd
Das Hexenpferd ist ein Märchen. Es ist in den Irischen Elfenmärchen der Brüder Grimm an Stelle 19 enthalten, die sie 1825 aus Fairy legends and traditions of the South of Ireland von Thomas Crofton Croker übersetzten.

## Inhalt
Der fünfzehnjährige Morty Sullivan verlässt seine Eltern und geht nach Amerika. 30 Jahre nach ihrem Tod wallfahrtet er dafür zu St. Gobnaits Kapelle in Ballyvourney. Er verirrt sich im Gebirge, folgt einem Licht, das er für Gobnaits Führung hält und findet eine Alte mit roten Augen und Schwefelhauch beim Abendessen. Sie setzt ihn auf ein wildes Schattenpferd. Wallfahrer finden ihn unter einem Abhang in der Nähe des Sees Gougane Barra. Er schwört bei der Hand des O’Sullivan, nie mehr auf der Wallfahrt zu trinken.

## Anmerkung
Nach Grimm: Ballyvourney bedeutet Stadt meines Geliebten. Papst Clemens VIII. gewährte 1601 den Wallfahrern dorthin Ablass. In der Sage kam die heilige Gobnate einem unterlegenen Häuptling im Kampf zur Hilfe, indem Bienen zu bewaffneten Kriegern wurden. Danach war der Bienenkorb zu einem Helm geworden, aus dem man Sterbenden für ihre Seligkeit zu trinken gab. Ein Irrwisch, wie er hier vorkommt, heißt in Südirland Miscaun marry, in Schottland Spunkie. Ein Schwur bei der Hand des O’Sullivan gilt als besonders kräftig.